# Palácio da Inquisição (Colômbia)

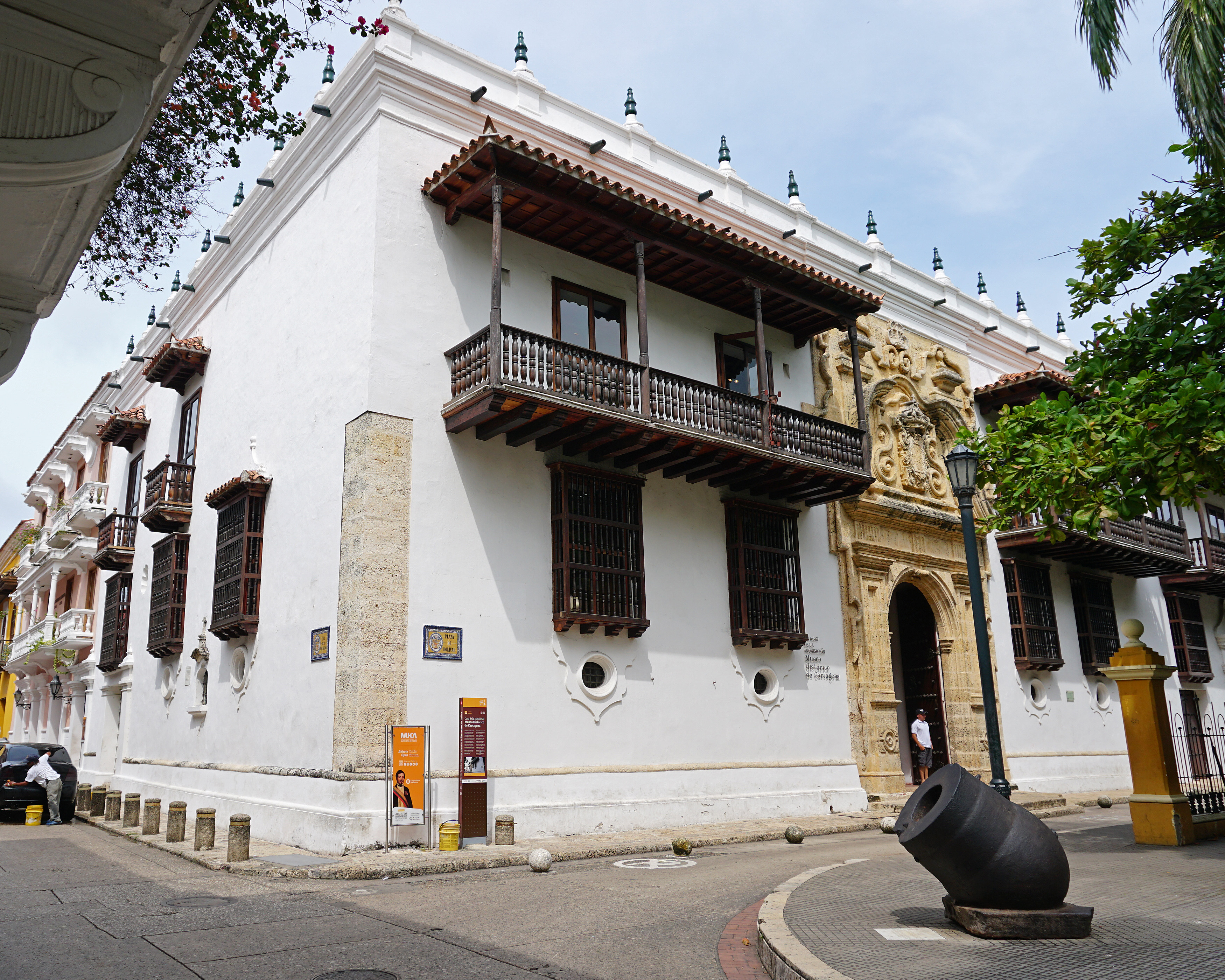
Palácio da Inquisição de Cartagena das Índias, hoje sede do Museu Histórico de Cartagena

Palacio de la Inquisición (Palácio da Inquisição) é um edifício localizado na cidade colombiana de Cartagena das Índias.
Principal monumento histórico da inquisição espanhola no Novo Mundo, o Palácio da Inquisição é sede do Museu Histórico de Cartagena e entre suas subdivisões, abriga o Museu da Inquisição, o Arquivo Histórico Municipal e a Academia de História.

## Histórico
Cartagena foi sede do Tribunal de Penas do Santo Ofício (leia-se inquisição), órgão da Igreja Católica espanhola, implantado no início do século XVIII. Nesta época, o tribunal foi acomodado em três casas pertencentes à igreja. Em 1741, durante um ataque a cidade, estas casas foram destruídas e somente na década de 1770 foi reconstruído um novo edifício, no mesmo local, como sede para o tribunal.
Em estilo colonial, com detalhes em Barroco esculpidos em pedra calcária, o imponente prédio recebeu o espaço adequado para os inquéritos, com câmaras de torturas, prisões e salas para os julgamentos da santa-inquisição que funcionou ali até o ano de 1821.
Logo depois e até o final do século XIX, o local foi residência de Don Bartolomé Martínez Bosio e em 1940 o governo federal colombiano comprou o edifício, dos herdeiros de Martínez Bosio, para transformá-lo em um museu, que foi efetivado somente em 1953, quando o antigo Tribunal de Penas do Santo Ofício transformou-se em Palácio da Inquisição com a finalidade de contar a história do local e também a história colonial colombiana.

## Ligação externa
- Site Oficial Museu Histórico de Cartagena